# Lycalopex sechurae
Lycalopex sechurae är ett rovdjur i familjen hunddjur (Canidae) som förekommer i ökenområden i norra Peru och södra Ecuador.

## Utseende
Kroppslängden (huvud och bål) ligger mellan 50 och 78 centimeter och sedan tillkommer en 27 till 34 centimeter lång svans. Vikten ligger mellan 2,6 och 4,2 kilogram. Pälsens färg är ovanpå gråaktig och vid extremiteterna brunaktig. Det långsträckta huvudet kännetecknas av stora cirka 7 cm långa öron. Buken har en krämvit färg och bakom öronen finns ofta rödaktiga markeringar. Den yviga svansen slutar i en mörk spets. Arten har liksom andra hunddjur 42 tänder och samma tandformel, I 3/3 C 1/1 P 4/4 M 2/3.

## Utbredning och habitat
Detta hunddjur förekommer i nordvästra Peru och sydvästra Ecuador från Andernas västra sluttningar till kustlinjen. Utbredningsområdets södra gräns ligger ungefär vid Perus huvudstad Lima. Habitatet utgörs av öknar med några glest fördelade växter, av torra skogar och av jordbruksmark.

## Ekologi
Artens levnadssätt är inte helt utforskat. Individerna lever troligen i monogama par med en eller två följeslagare som kan vara könsmogna ungar. Födosöket sker däremot ensam. Lycalopex sechurae är främst nattaktiv och vilar på dagen i en lya som är ett gömställe mellan klippor. Arten jagar små ryggradsdjur som gnagare och småfåglar och den äter dessutom ryggradslösa djur (insekter, skorpioner) och as. Även frön och andra växtdelar utgör en betydande del av födan. Vid havet äts även krabbor. Hunddjuret dricker färskt vatten när det är tillgänglig men kan troligen uthärda längre tider med endast den vätska som finns i födan.
Observationer från 1950-talet indikerar att ungarnas födelse sker under oktober eller november. Annars är inget känt om fortplantningen och livslängden.

## Hot och status
Ungdjur faller ibland offer för kungsboan (Boa constrictor). Puman och jaguaren är sällsynta eller utrotad i artens utbredningsområde och utgör antagligen inget hot.
I vissa delar av Peru förarbetas artens kroppsdelar till amuletter eller andra redskap. Dessutom dödas individer av bönder när hunddjuret försöker fånga höns och marsvin. Ökat intensivt jordbruk och framskridande urbanisering minskar artens levnadsområde. IUCN uppskattar att antalet könsmogna individer är mindre än 15 000 och att värdet minskar med 10 procent under de kommande tio åren (tre generationer). Därför listas Lycalopex sechurae som nära hotad (NT).